# (5985) 1942 RJ
(5985) 1942 RJ es un asteroide perteneciente al cinturón de asteroides, descubierto el 7 de septiembre de 1942 por Liisi Oterma desde el Observatorio de Iso-Heikkilä, en Turku, Finlandia.